# Неизбежность (фильм)
«Неизбежность» (англ. Inescapable) — американская мелодрама 2003 года режиссёра Хелен Лесник.

## Сюжет
Джесси с Сьюзан, лесбийская пара, приезжают в гости к Бет, с которой Сьюзан училась вместе в колледже. Подруга Бет, Хлоя, сразу производит впечатление на Джесси. В то время как Сьюзан и Бет проводят время на семинарах, Хлоя и Джесси сближаются. Не в силах сопротивляться взаимному влечению, они начинают в тайне от партнёрш встречаться. Но отдых подходит к концу, и девушки должны расстаться. Расставание мучительно для них: с одной стороны им не придётся больше обманывать, обе они не готовы к разрыву отношений с партнёршами. Но разлука разбивает их сердца.

## Актёрский состав
| В ролях         |  | Персонаж |
| --------------- |  | -------- |
| Натали Андерсон |  | Джесси   |
| Афина Демос     |  | Хлоя     |
| Танна Фредерик  |  | Сьюзан   |
| Кэти Грант      |  | Бет      |